# Могучие рейнджеры: RPM
Могучие рейнджеры RPM (англ. Power Rangers RPM) — семнадцатый сезон популярного американского телесериала «Могучие рейнджеры», основанный на тридцать втором сезоне японского телесериала «Super Sentai». «Отряд Двигателей — Го-онджеры», Аббревиатура RPM расшифровывается как Racing Performance Machines (Гоночные машины). Последний сезон, выпущенный компанией «Disney».

## Сюжет
Земля. Параллельная вселенная (отдельная от основной вселенной Рейнджеров). Недалекое и очень несветлое будущее.
Примерно за 4 года до описываемых событий во все компьютерные системы Земли проник супер-вирус под именем «Венжикс». Будучи построенный как искусственный интеллект, Венжикс осознал себя личностью и решил «очистить» Землю от людей. Выведя из строя почти все компьютерные системы планеты, он вверг мир в хаос. Создав затем себе армию роботов-солдат — Грайндеров и боевых машин — Дронов, Венжикс повел их на завоевание Земли.
За три последующих года это ему успешно удалось. Очень скоро на Земле не осталось безопасного места, все было разрушено, превращено в пустыню, и погружено в хаос. Небольшая группа вооруженных людей под командованием полковника Мэйсона Трумэна, пытается собрать вокруг себя как можно больше людей и укрыть их в Коринфе — приморском городе на побережье Тихого Океана, который прикрыт экспериментальным защитным экраном, сквозь который не могут проникнуть войска Венжикса.
В критический момент отступления в Коринф, полковнику удается таки эвакуировать много людей, а затем закрыть город от внешнего мира защитным экраном. Однако полковник потерял в хаосе отступления одного из своих сыновей, который был в авиаотряде, прикрывавшим эвакуацию. Однако ворота города были закрыты, а щит оградил людей от внешнего мира…
Проходит ещё год. Земля окончательно «зачищена» Венжиксом (или так думают люди в Коринфе). Сам Коринф остается единственным, как там считается, оплотом людей на Земле. Город окружен кольцом изоляции армии Венжикса, который ведет вялую осаду города.
В Коринфе уже уверились, что живых людей снаружи щита не осталось. Полковник Мэйсон Трумэн руководит всеми оборонными системами города, ему помогает помощник капрал Хикс.
Однажды через кольцо изоляции к Коринфу на старой машине прорываются двое молодых людей — Диллон и Зигги. Первый не помнит ничего из своего прошлого, а в его тело встроено множество механических частей. Зигги — мелкий мошенник и уголовник, который ранее каким-то образом выбрался из Коринфа с неизвестной целью и теперь стремился попасть обратно.
Благодаря тому, что в Коринфе временно сняли защитный экран, чтобы пропустить Диллона и Зигги, вслед за ними также ворвался отряд армии Венжикса. Однако он был тут же разгромлен отрядом RPM Рейнджеров — особого подразделения, созданного таинственным ученым Доктором К в Коринфе для защиты города (1-й эпизод). Верховным куратором отряда является полковник Трумэн.
Изначально RPM Рейнджеров три. Красный Орел-Рейнджер — Скотт (второй сын полковника Трумэна), Синий Лев-Рейнджер — Флинн (бывший водитель автобуса, год назад он в одиночку доставил целый автобус людей в Коринф), Жёлтый Медведь-Рейнджер — девушка Саммер (год назад спасла Скотта, когда отряд его и его брата был разбит).
Три новых Рейнджера побеждают солдат Венжикса, а затем и Дронов, вызвав для этого Хай Октан Зорды — Орла-Гонщика, Льва-Грузовика и Медведя-Трактора. Когда пораженный ранее Рейнджерами монстр вырастает, они соединяют свои Зорды в Хай Октан Мегазорд (2-й эпизод).
Венжикс велит активизировать осаду Коринфа своим генералам — Шифтеру и Кранчу, а также активирует женщину-андроида Тенайю 7. Сам Венжикс (вернее, компьютер с ним самим) находится в огромной крепости где-то в пустыне, там же он держит свою армию и создает новых биомеханических монстров.
Тем временем Диллона и Зигги арестовывают в Коринфе и сажают в тюрьму вплоть до выяснения личности. Впечатленные физическими возможностями Диллона (который в одиночку побил целую группу заключенных), Рейнджеры предлагают ему стать новым Чёрным Волк Рейнджером, чтобы активировать один из двух оставшихся неиспользованными костюмов Рейнджеров.
Диллон соглашается и становится Чёрным RPM Рейнджером, но первое время держится отдельно от остальных, сохраняя свои тайны (3-й эпизод). Вскоре, при попытке Тенайи 7 внедрится под видом человека в город и похитить Морфер для Зелёного Рейнджера, Зигги (его выпустили из тюрьмы по протекции Диллона) волей обстоятельств почти случайно становится Зелёным Акулой-Рейнджером (4-й эпизод).
Затем (5-й эпизод) Диллон и Зигги активируют свои личные Зорды — Акулу-Скутера и Волка-Крейсера (c этими Зордами Хай Октан Мегазорд может образовать новые формации). Одновременно Венжикс разрушает своих генералов Шифтера и Кранча и отставляет Тенайю 7, сам в дальнейшем руководя операциями по засылке Ботов в город (все же Тенайю 7 затем вскоре вернули в строй).
В 7-м эпизоде Рейнджерами активирован ещё один Зорд — Крокодил-Перевозчик, и Зорды Чёрного и Зелёного Рейнджеров объединены с ним в новый Валв Макс Мегазорд.
Венжикс вынужден вскоре вернуть в строй своих генералов Шифтера и Кранча (9-й эпизод), а его Атакующие Боты становятся все сильнее. В ответ на это в 11-м эпизоде шесть Зордов Рейнджеров соединены в новый мощный Зенит Мегазорд.
В процессе развития сюжета узнается много нового из прошлого Рейнджеров и других персонажей, например то, что Диллон ранее был «модифицирован» силами Венжикса, но потом сбежал и потерял память, а сам вирус Венжикс был изначально создан как боевой вирус правительством, в частности, в её создании принимала участие Доктор К, работавшая тогда на правительство. Сам по себе Доктор К в реальной жизни — молодая ученая, которая с детства содержалась в секретном бункере правительства и не помнит своего имени, и именно она неспециально выпустила Венжикса в мир 4 года назад.
RPM Рейнджеры пытаются найти следы из прошлого Диллона, надеясь, что так смогут помочь ему (кибернетические части внутри Диллона то и дело грозят выйти из под контроля) и себе в борьбе с Венжиксом. Команда следует из Коринфа в разрушенный город Омега Сити (14-й эпизод).
Венжикс создает себе мобильное тело (до того он не мог передвигаться) и атакует Рейнджеров, но к тем на помощь приходят два незнакомца-Рейнджера — Серебряный Тигр-Рейнджер и Золотой Сокол-Рейнджер на своих Зордах Тигр-Джет и Сокол-Коптер. Хотя миссия Рейнджеров в Омега Сити провалилась, но удалось установить личности двух новых Рейнджеров — это Джемм (Золотой) и Джемма (Серебряный), брат и сестра. Во время первой атаки Венжикса они работали вместе с Доктором К в бункере, но при попытке бежать с ней, потерялись вместе с прототипами Золотого и Серебряного костюмов Рейнджеров (15-й эпизод).
Теперь число Рейнджеров увеличивается до семи. От Джеммы и Джемма Рейнджеры узнают о фабрике, где содержаться уцелевшие во время войны люди. Диллон предполагает, что среди заключенных может оказаться его сестра, и таким образом, через неё, он узнает о своем прошлом. Однако своей сестры на фабрике он не находит, а потому в дальнейшем продолжает её поиски.
Правда, Рейнджеры все же разрушают фабрику и освобождают людей. Также Доктору К удается перепрограммировать новую огромную боевую машину Венжикса в Зорд Кит. С его помощью Зорды Золотого и Серебряного Рейнджеров могут составить Мах Мегазорд (18-й эпизод).
Затем все девять Зордов Рейнджеров соединены в новый Скай Рев Мегазорд (19-й эпизод), который побеждает модифицированное и увеличенное тело Венжикса (20-й эпизод). Ещё чуть позднее Рейнджеры получают новый Дорожный Атакующий Зорд (эпизод 21).
К Венжиксу прибывает его генерал Килобайт, которого все считали давно погибшим. Тенайя 7 постепенно теряет доверие Венжикса, в немалой степени из-за происков Килобайта и Шифтера. Враги и Рейнджеры охотятся за Палео Зордом — секретным проектом Доктора К, когда она ещё содержалась в бункере. В итоге Рейнджеры все же берут контроль над Палео Зордом и формируют из него Палео Макс Мегазорд (24-й эпизод).
Диллон в какой-то момент понимает, что его пропавшая сестра — это Тенайя 7. Когда-то генерал Килобайт был причастен к тому, что Диллона и Тенайю превратили в андроидов и стерли им память. Тенайя решает перейти на сторону Рейнджеров, а перед этим Венжикс из-за её происков выгоняет генерала Шифтера с его Гипер Ботом. Шифтер решает отомстить всем и активирует Гипер Бота. Однако Рейнджеры соединяют все свои Зорды в самую мощную формацию — RPM Ультразорд, который уничтожает Гипер Бота (26-й эпизод).
Килобайт захватывает Тенайю 7 в плен, и перепрограммирует её в Тенайю 15, новую, более мощную и совершенно бездушную версию Тенайи. Генерал Шифтер пытается покончить с Рейнджерами, но в итоге сам поражен и уничтожен ими (27-й эпизод). Из обломков его тела для Венжикса создано новое, невероятно мощное тело. Диллон узнает, что вирусы Венжикса, внедренные в его тело давным-давно, вскоре окончательно возьмут над ним верх (28-й эпизод).
Затем выясняется, что многие люди в Коринфе на самом деле такие же «гибриды», как Диллон и Тенайя, и тоже заражены вирусом Венжикса, хотя и не знают об этом. Килобайт конструирует устройство, которое активирует вирусы в телах людей, и те становятся марионетками Венжикса.
Войска Венжикса входят в Коринф и захватывают командный центр, взяв в плен полковника Трумэна (30-й эпизод). Диллон еле удерживается от того, чтобы не попасть под воздействие вируса. Рейнджеры сражаются с войсками Венжикса, а сам Венжикс берет в плен также Доктора К и пытавшегося ей помочь Зигги. Диллон пытается в одиночку найти и спасти свою сестру Тенайю. Он в последний момент вводит себе опытное противоядие от вируса, которое изобрела Доктор К и избавляется от вируса Венжикса.
Сам Венжикс получает все данные из компьютера Доктора К, и используя их, «удаляет» (дематериализует) Палео Макс Мегазорд, а затем и Мах Мегазорд вместе с находящимися внутри него Джеммой и Джеммом. Килобайт задумывает убить Тенайю 15, так как только она по-прежнему пользуется расположением Венжикса. Однако в дело вмешивается Диллон, а затем остальные Рейнджеры уничтожают Килобайта финальным залпом из Дорожного Бластера. Тенайе 15 вводят противоядие Доктора К и она возвращается в человеческий разум. Сама Доктор К и Зигги освобождены. Диллон из-за полученных ран теряет сознание (31-й эпизод).
Рейнджеры решают отправить в командный центр Коринфа Тенайю, под видом того, что она все ещё под контролем Венжикса. В центре Тенайя должна загрузить антивирус, который теперь сможет внедриться в самого Венжикса, раз тот соединился с сетью города. Красный, Синий и Жёлтый Рейнджеры будут атаковать самого Венжикса, а Зигги будет охранять Доктора К, которая после операции Тенайи сможет присоединиться к Венжиксу и активировать антивирус. Однако до момента активации Рейнджерам нельзя превращаться, иначе Венжикс их также «удалит», как Джемму и Джемма.
Рейнджеры освобождают полковника Трумэна и даже без своих сил атакуют Венжикса. Тенайя загружает программы Доктора К через сеть города в Венжикса, пока Зигги защищает её лабораторию от Грайндеров. Доктор К, получив доступ к Венжиксу, возвращает из «удаления» Джемму и Джемма и их Зорды, а потом ослабляет Венжикса. Красный, Синий и Жёлтый Рейнджеры превращаются и сражаются с самим Венжиксом (эпизод 32).
Следующая операция Доктора К «удаляет» всех солдат Венжикса и отрубает всех «гибридов». Генерал Кранч пытается в командном центре остановить Тенайю, но туда прибывает Диллон. Затем появившиеся Джемм и Джемма на своих Зордах расстреливают подвесные опоры, на которых держится под куполом здание командного центра. Здание падает вниз, прямо на Венжикса. Кранч погибает в падающем здании, а Диллон и Тенайя успевают выпрыгнуть с парашютом. Упавшее здание центра уничтожает Венжикса.
В итоге гибели Венжикса остатки его армии дезактивированы. Доктор К вводит антидот всем «гибридам» в городе, и избавляет Тинайю от её кибернетических частей (оставив только глазные имплантаты). Полковник Трумэн направляет своих людей в пустыни на их исследование и поиск уцелевших людей. Скотта он назначает главой вновь формируемой воздушной эскадрильи, где когда-то служили Скотт и его погибший брат Маркус. Туда же зачислены Джемм и Джемма. Доктор К и Зигги решают работать в школе для больных детей (первая — учителем физики, второй — юмористом-затейником). Флинн уходит работать механиком. Все Рейнджеры сдают свои Морферы Доктору К.
А Диллон завершает все тем же самым, с чего начал — на своей старой машине он уезжает в пустыни. Однако теперь он не один, с ним едут Тенайя и Саммер. В пустыне они находят цветы — признак того, что после крушения империи машин, жизнь на Земле возрождается…
Доктор К убирает все Морферы в особый чемодан и прячет его. Она не замечает, что лампочка на одном из Морферов горит зловещим красным глазом вируса Венжикса… Значит, история R.P.M. не закончена.

## Персонажи

### Рейнджеры
- Скотт Трумэн — Рейнджер-оператор красной серии и капитан команды. Роль играет Эка Дарвиль.
- Флинн Маккалистер — Рейнджер-оператор синей серии. Роль играет Ари Бойлэнд.
- Саммер Лэндсдаун — Рейнджер-оператор жёлтой серии. Роль играет Роуз МакАйвер.
- Зигги Гровер — Рейнджер-оператор зелёной серии. Роль играет Майло Казорне.
- Диллон/Субъект Д44 — Рейнджер-оператор чёрной серии. Роль играет Дэниэл Эвинг.
- Джемм — Рейнджер-оператор золотой серии. Роль играет Майк Гинн.
- Джемма — Рейнджер-оператор серебряной серии. Роль играет Ли Минг Ху.

### Союзники
- Полковник Мэйсон Трумэн — руководитель Сил Обороны Коринфа. Роль играет Джеймс Гэйлин.
- Капрал Хикс — правая рука полковника Трумэна. Роль играет Дэниэл Эвери.
- Доктор К — наставница Рейнджеров и научно-технический консультант. Роль играет Оливия Теннет.
- Тенайя — экспериментальная модель Гиноида 7-го поколения (Гиноид — андроид-женщина), которую создал Венжикс, чтобы иметь под рукой помощника, наделенного очень высоким интеллектом, жестокостью машины и обликом человека. Роль играет Аделаида Кейн.

### Антагонисты
- Венжикс — главный антагонист. Разумный компьютерный вирус, который говорит через трубу. Роль озвучивает Эндрю Лейнг.
- Тенайя 7/15 — экспериментальная модель Гиноида 7-го поколения (Гиноид — андроид-женщина), которую создал Венжикс, чтобы иметь под рукой помощника, наделенного очень высоким интеллектом, жестокостью машины и обликом человека. Роль играет Аделаида Кейн.
- Генерал Шифтер — первый из механических генералов Венжикса. Роль озвучивает Марк Митчинсон.
- Генерал Кранч — второй из механических генералов Венжикса. Роль озвучивает Чарли Макдермотт.
- Генерал Килобайт — самый опасный из механических генералов Венжикса. Роль озвучивает Лейтон Кардно.
- Грайндеры — механические солдаты-роботы армии Венжикса, с помощью которых он завоевал весь мир.

## Эпизоды
| № общий | № в сезоне | Название                                                    | Режиссёр          | Автор сценария   | Дата премьеры    |
| ------- | ---------- | ----------------------------------------------------------- | ----------------- | ---------------- | ---------------- |
| 669     | 1          | «Дорога в Коринф» «The Road to Corinth»                     | Майк Смит         | Эдди Гузелиан    | 7 марта 2009     |
| 670     | 2          | «Исчезновение в черноте» «Fade to Black»                    | Майк Смит         | Эдди Гузелиан    | 7 марта 2009     |
| 671     | 3          | «Дождь» «Rain»                                              | Майк Смит         | Эдди Гузелиан    | 14 марта 2009    |
| 672     | 4          | «Следуй за Зелёным» «Go for the Green»                      | Джонатан Бру      | Джеки Маршан     | 21 марта 2009    |
| 673     | 5          | «Рукопожатие» «Handshake»                                   | Джонатан Бру      | Джон Телеген     | 28 марта 2009    |
| 674     | 6          | «Рейнджер Зелёный» «Ranger Green»                           | Джонатан Бру      | Эдди Гузелиан    | 4 апреля 2009    |
| 675     | 7          | «Рейнджер Красный» «Ranger Red»                             | Ванесса Александр | Джон Телеген     | 11 апреля 2009   |
| 676     | 8          | «Рейнджер Жёлтый, часть 1» «Ranger Yellow, Part I»          | Ванесса Александр | Джеки Маршан     | 18 апреля 2009   |
| 677     | 9          | «Рейнджер Жёлтый, часть 2» «Ranger Yellow, Part II»         | Ванесса Александр | Джеки Маршан     | 25 апреля 2009   |
| 678     | 10         | «Рейнджер Синий» «Ranger Blue»                              | Чарли Хэскелл     | Маделайн Пэкссон | 2 мая 2009       |
| 679     | 11         | «Доктор К» «Doctor K»                                       | Чарли Хэскелл     | Мэттью Негрете   | 9 мая 2009       |
| 680     | 12         | «Блицкриг» «Blitz»                                          | Чарли Хэскелл     | Эдди Гузелиан    | 16 мая 2009      |
| 681     | 13         | «Братский хранитель» «Brother's Keeper»                     | Джонатан Бру      | Джон Телеген     | 23 мая 2009      |
| 682     | 14         | «Воплощенный» «Embodied»                                    | Джонатан Бру      | Эдди Гузелиан    | 13 июня 2009     |
| 683     | 15         | «Призраки» «Ghosts»                                         | Джонатан Бру      | Эдди Гузелиан    | 20 июня 2009     |
| 684     | 16         | «Внутрь или наружу» «In or Out»                             | Майк Смит         | Джон Телеген     | 4 июля 2009      |
| 685     | 17         | «Заключенные» «Prisoners»                                   | Майк Смит         | Маделайн Пэкссон | 11 июля 2009     |
| 686     | 18         | «Чрево чудовища» «Belly of the Beast»                       | Майк Смит         | Мэттью Негрете   | 1 августа 2009   |
| 687     | 19         | «Тройное скопление» «Three's a Crowd»                       | Питер Сэлмон      | Джон Телеген     | 8 августа 2009   |
| 688     | 20         | «Герои среди нас» «Heroes Among Us»                         | Питер Сэлмон      | Джудд Линн       | 15 августа 2009  |
| 689     | 21         | «Не так все просто» «Not So Simple»                         | Питер Сэлмон      | Мэттью Негрете   | 22 августа 2009  |
| 690     | 22         | «Куклы купола» «The Dome Dolls»                             | Майк Смит         | Джон Телеген     | 5 сентября 2009  |
| 691     | 23         | «И... Мотор!» «And….Action»                                 | Майк Смит         | Джудд Линн       | 12 сентября 2009 |
| 692     | 24         | «Древняя история» «Ancient History»                         | Майк Смит         | Джон Телеген     | 19 сентября 2009 |
| 693     | 25         | «Ключ к прошлому» «Key to the Past»                         | Майк Смит         | Джеффри Ньюман   | 26 сентября 2009 |
| 694     | 26         | «Вне сомнений» «Beyond a Doubt»                             | Чарли Хэскелл     | Джудд Линн       | 26 сентября 2009 |
| 695     | 27         | «Control - Alt - Delete» «Control-Alt-Delete»               | Чарли Хэскелл     | Дэвид Гарбер     | 3 октября 2009   |
| 696     | 28         | «Беги, Зигги, беги» «Run Ziggy Run»                         | Чарли Хэскелл     | Джон Телеген     | 3 октября 2009   |
| 697     | 29         | «Если бы Венджикс победил» «If Venjix Won»                  | Чарли Хэскелл     | Тиффани Луи      | 19 декабря 2009  |
| 698     | 30         | «Конец игры» «End Game»                                     | Майк Смит         | Джон Телеген     | 19 декабря 2009  |
| 699     | 31         | «Опасность и судьба, часть 1» «Danger and Destiny, Part I»  | Майк Смит         | Джудд Линн       | 26 декабря 2009  |
| 700     | 32         | «Опасность и судьба, часть 2» «Danger and Destiny, Part II» | Майк Смит         | Джудд Линн       | 26 декабря 2009  |

## Интересный факт
- В сериале «Пауэр Рейнджерс или Могучие Рейнджеры Дикая Сила», эпизод «Вечно Красные» присутствовал Генерал Венжикс, человекообразный аналог Венжикса из основной вселенной Рейнджеров, который командовал остатками Империи Машин Короля Мондо, которые были добиты в том сезоне десятью Красными Рейнджерами.